# 汉堡-阿尔托纳车站
汉堡-阿尔托纳车站（德語：Bahnhof Hamburg-Altona）是德国汉堡的一座铁路车站，位于汉堡火车总站以西的阿尔托纳区。作为德国铁路的尽头式车站，大多数通往德国南部的ICE列车都在此始发及终到；它同时也是汉堡快铁的一座经停站，并开行有多班S-Bahn列车。凭借着日均10万旅客的到发量，阿尔托纳车站被德国铁路纳为全德的21座一等站之一。

## 历史背景
早在1840年12月，来自阿尔托纳和基尔的商人们便在丹麦国王的个人领地——荷尔斯泰因公国内成立了阿尔托纳-基尔铁路公司。该公司的成员致力于通过开办在北海及波罗的海之间的运输服务以改善其商品的市场潜力，而为了实现这该目标，他们开始修建一条由阿尔托纳至基尔的铁路。随后，为了向丹麦国王表示致敬，这条铁路遂以“克里斯蒂安八世国王波罗的海铁路（König Christian VIII. Ostseebahn）”的名称于1844年建成通车，成为丹麦主权下的第一条铁路。作为铁路的南端终点，阿尔托纳及其设于易北河港口附近的尽头式车站从一开始便具有重要的地位。随着荷尔斯泰因公国（连同石勒苏益格公国）被吞并以及普鲁士王国在1867年接管了铁路全线后，该车站得以进一步成为普鲁士铁路重要的经济和战略终端，由于线路的走向会经由非普鲁士辖下的汉堡，因此它会作为普鲁士列车的基地，服务于石勒苏益格-荷尔斯泰因省。

## 1844年的首座车站

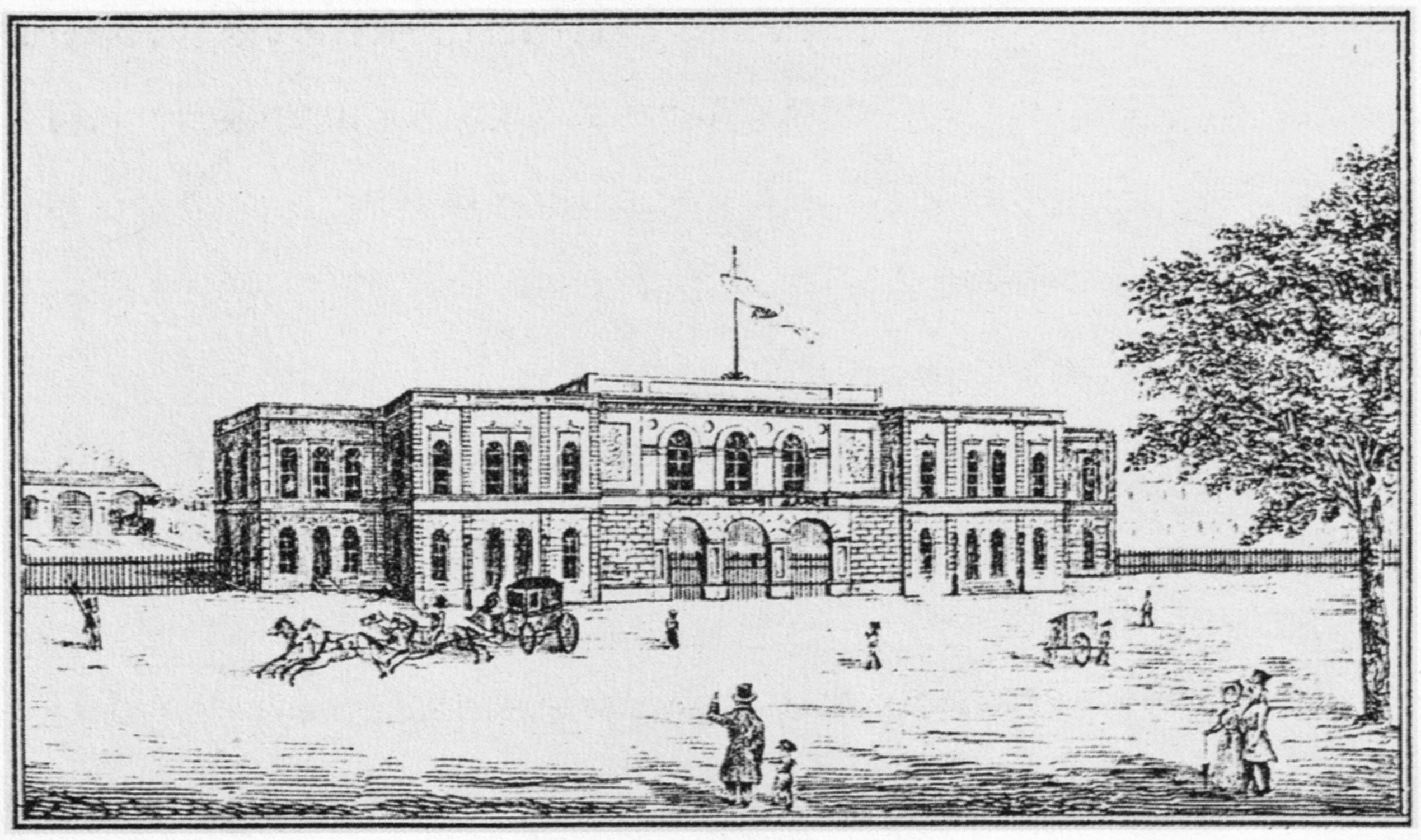
阿尔托纳的首座车站（1844年）

阿尔托纳的首座车站是在1844年始建于城市西缘、易北河畔的一个陡峭山坡上。但由于其迅速发展带来的交通噪音引起了居民的反对，当时的阿尔托纳市长卡斯帕·贝恩遂下令建造一条与车站纵向平行的站前大街（现马克斯·布劳尔大道）。1866年，该车站还作为汉堡-阿尔托纳联络线的西端终点与邻近的汉堡相连，并在1867年成为阿尔托纳－布兰克内塞铁路的起点。此外，一条沿车站东侧伸展的阿尔托纳港口铁路也自1845年将阿尔托纳渔港（Altonaer Fischereihafen）接入铁路网络。货运车厢起初是通过一个坡道的滑车组进行上、下传输，自1867年起，它们已经可由铁路机车牵引通过一条所谓的“黑鳕鱼隧道”进出车站。
随着铁路运输量在19世纪60年代的增长，该车站亟需进行扩建。然而与此同时，阿尔托纳和奥滕森附近的建筑物已随着城市的发展而变得密集，它们毗邻铁路设施限界，并对车站形成阻碍。在这种情况下，于相同的位置对车站开展扩建是极为不利的，因此车站应该在原址以北500米处进行重建，而在这一地点中将会有约3条出站线路被迫分离。
在新车站和旧车站之间腾出的铁路用地被用于构建一片巨大的绿地，即如今的共和广场（Platz der Republik）。广场两侧在随后的几年间凭借众多的代表性建筑（铁路管理局、凯撒霍夫酒店、阿尔托纳博物馆、斯图尔曼喷泉）而发展成为新的城市中轴线。广场的南端则保留了古典风格的旧车站建筑。北翼则增加了新阿尔托纳市政厅，这是由原诺比斯门附近搬迁至此的市政办公地点。该建筑如今是阿尔托纳区公所（Bezirksamtes Altona）的总部。

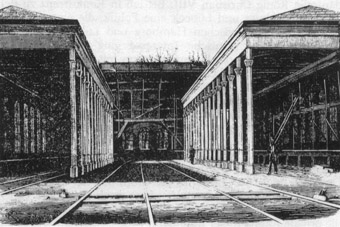
建筑背后的客运站台，中间的两条轨道用于机车移调
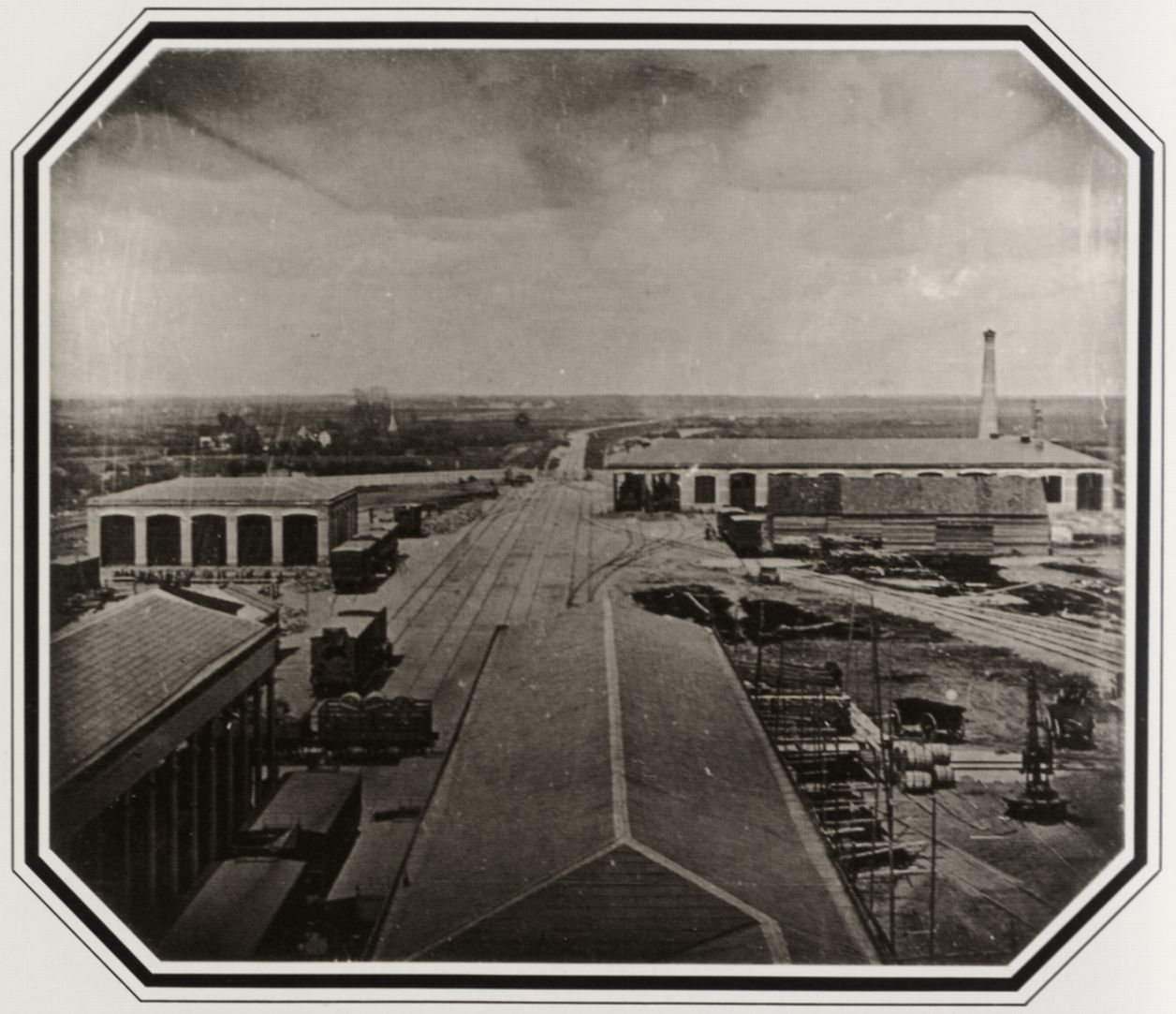
阿尔托纳－基尔铁路的车站设施（1844年）
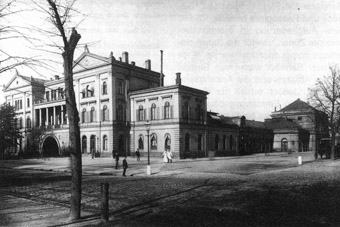
车站南部视角（1890年）
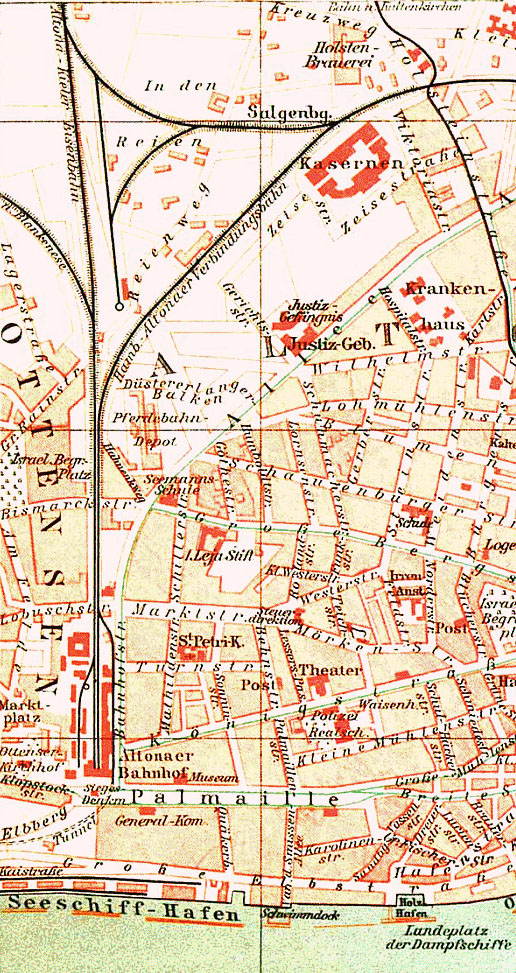
方位图（1890年）

## 1898年的第二座车站

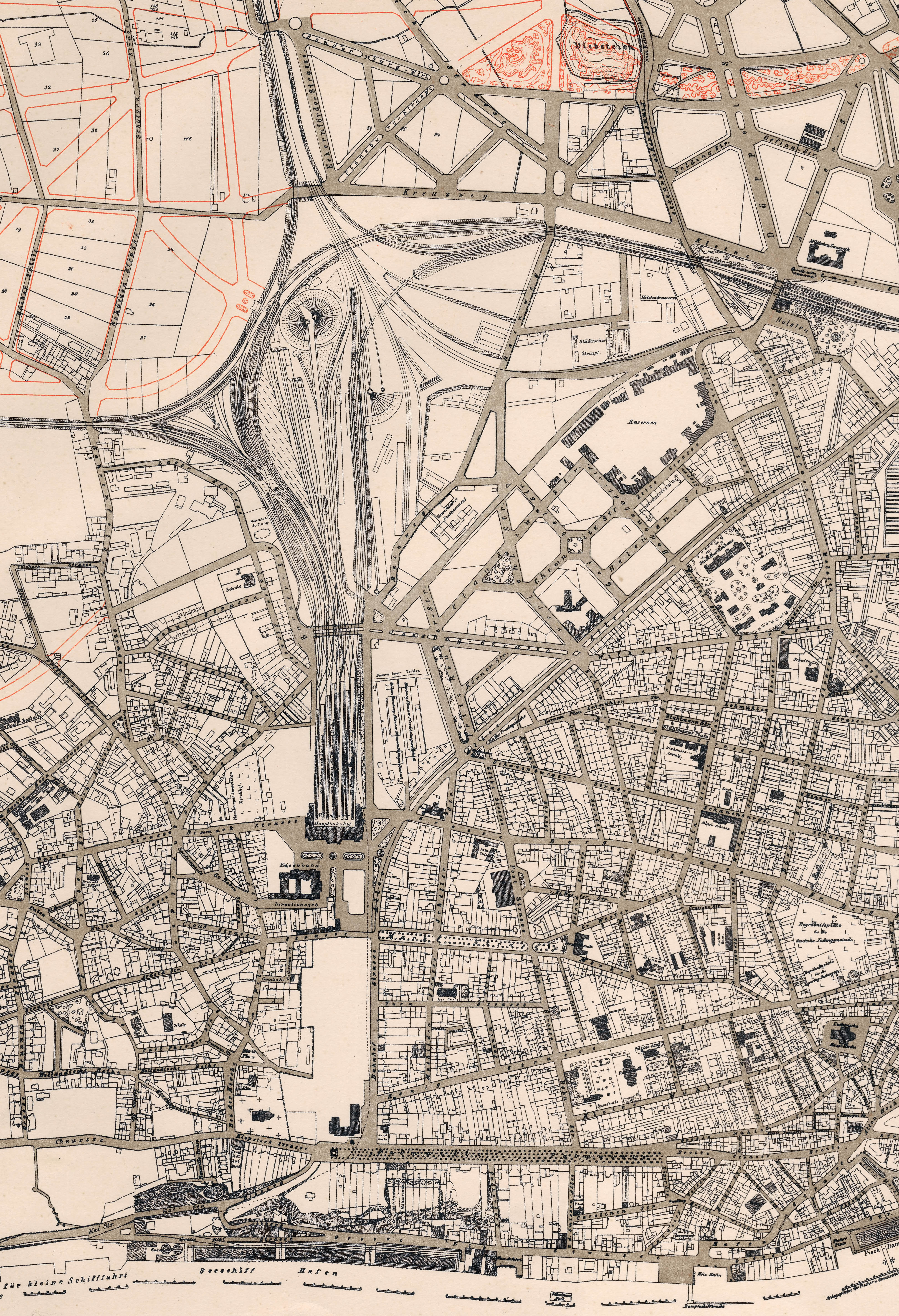
阿尔托纳火车总站的轨道布局图（1894年）

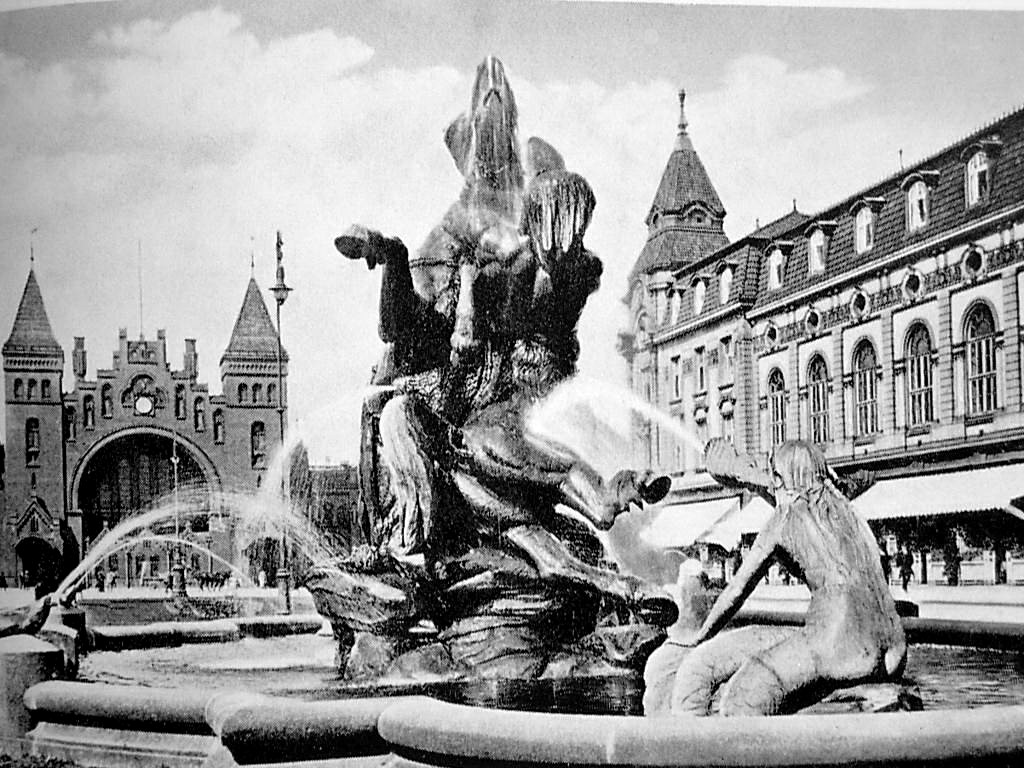
阿尔托纳总站（1912年），右侧为凯撒霍夫酒店及斯图尔曼喷泉

在经过对新车站高度进行的一些初步考虑后，人们根据由赫尔曼·艾格尔特所设计的法兰克福火车总站中得到积极启发，于1888年决定将新建筑建在与街道平行的高度上。因此，新设施的铁路运输服务可以在1893年至1898年之间、在旧设施分阶段关闭之前同时维持运营。作为新设施的一部分，汉堡-阿尔托纳联络线在阿尔托纳货运站的路段由原沿拉因径（Rainweg）延伸改为如今的高架通过哈尔科特大街（Harkortstraße）。这个高架桥弯道至今仍然维持以单线形式接入联络线。此外，黑鳕鱼隧道也被延伸至新的车站。
新车站被称为阿尔托纳火车总站（Altona Hauptbahnhof），并于1898年1月30日建成开放。其多舰船式的大堂横跨了11个站台，其中西侧的3个站台是预留用作郊区铁路和S-Bahn服务。车站大楼采用早期罗马复兴风格的砖墙，并辅以阿尔托纳的市徽，提醒人们这是阿尔托纳的地标性建筑。由于保留了尽头式车站的样式，蒸汽机车到站后进行换挂是不可避免的。而由于汉堡市内仅在柏林车站前的空地上设有车辆段，并因空间原因无法扩建，因此当汉堡-阿尔托纳联络线在完成复线改造后，从南部驶来的列车均被转移至阿尔托纳终到。在1960年代实现电气化改造后，汉堡-阿尔托纳联络线可以经由拉因径分支点通往北部，而阿尔托纳车站内的非电气化铁路则仅供货运列车使用。
1938年，普鲁士城市阿尔托纳根据《大汉堡条约》被并入汉堡，阿尔托纳火车总站也随之更名为汉堡-阿尔托纳车站。在第二次世界大战期间，该车站遭到严重破坏，但至1950年代又以同样的方式进行了重建。
随着汉堡城市快铁线路于1979年4月1日在汉堡火车总站投入运营，在阿尔托纳车站的西侧和站前广场的地下也兴建了一座四站台的隧道车站。但由于原有的车站大楼无法承受施工过程中的震动，它在隧道建成后即进行了拆除，尽管此举受到大规模的公众反对。

## 1979年的第三座车站
取而代之的是一座采用灰色混凝土材质的两层建筑，其中东南侧的两层场地被租赁给了考夫霍夫百货公司使用。

### 1995年的信号所

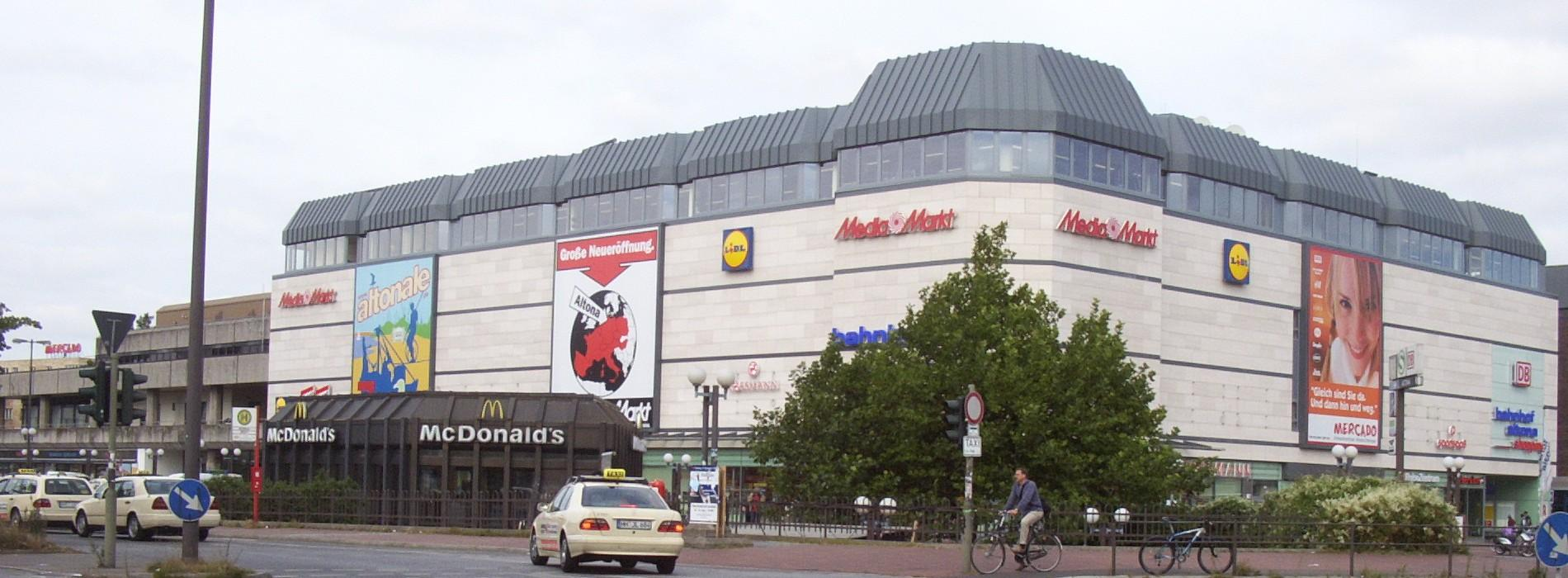
翻修后的车站外观（2005年）

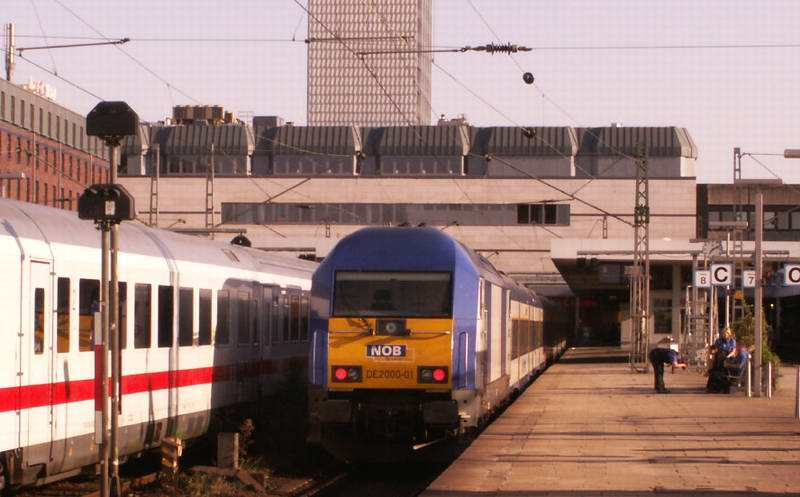
城际列车及NOB列车（2006年）

作为德国铁路规划的约35个电子联锁信号控制基站网络的组成部分，汉堡-阿尔托纳车站在1995年3月11日至13日期间建成了一个价值6,260万德国马克的信号所。新的信号所取代了在1911年至1952年设立的8个信号装置。它包括4个在车站内的调度员岗位和1个在一公里开外的货运站调度员岗位，并可藉此总共节省49个就业岗位。信号所可对当时包含160个转辙器、250个铁路信号机和215个免检轨道装置的列车服务进行控制。但由于软件缺陷，它造成了重大的安全隐患。因此信号所的开关在启用了12小时候便首次自行关闭。经过近3天的原因排查，它被发现为是由于2个位元的错误设置导致缓冲区溢出，从而造成设备关闭。但由于旧的信号所已被拆除，人们无法重新启用之前的调度模式。因此从1995年3月28日至5月27日（运行图调整）之前，阿尔托纳车站都只能启用紧急运行模式。作为这一事件的结果，电子信号所的制造商西门子和阿尔卡特被迫建立起测试中心，以使新的信号所在投入运营之前能够进行模拟最大载荷测试以及对未来的操作人员进行培训。

### 2005年的站房翻修
在考夫霍夫百货公司于21世纪初撤离其站点后，阿尔托纳车站在2006之前进行了大规模的翻修工程。考夫霍夫在一层和二层的原址如今成为了电器连锁店MediaMarkt的卖场，地下一层设有Lidl超市以及旅游用品专卖店、烘焙糕点商店和快餐外卖店。地面层则可以见到德国铁路的旅游中心、租车公司、罗斯曼超市以及其它专卖店和数家餐厅。
车站大楼北部是一个紧邻站台的停车场；东部的对面则是一个楼高5层、拥有133间客房的汉堡-阿尔托纳城际酒店。

## 运营

### 长途运输
阿尔托纳车站是大量ICE列车的始发及终到站。从这里可直接通往汉堡以北，而往其他方向的线路则需要首先途经汉堡达姆门车站和汉堡火车总站，往南还需途经汉堡-哈尔堡车站。
长途运输和区域运输主要使用四个中间站台（5－12道）。基本上所有的轨道都可供各个方向的线路使用，但驶往南部、并以阿尔托纳车站作为始发的ICE列车通常会使用编号较大的轨道发车（例如9－12道）。而从南部驶来、并以阿尔托纳车站作为终点的ICE列车则会被引入编号较小的轨道终到（例如5－8道）。前往北部的区域运输服务通常使用编号居中的轨道（例如7－10道）。由于操作上的原因，这些编排也会出现例外的情况。直至1990年代，干线轨道的编号仍然处于较小的水平，因为在1979年兴建快铁隧道车站时，只有3个当时仍处于地面的快铁轨道可用，但旧的干线轨道编号（4－11道）在最初仍然得到保留。因此4道被划分为两半，它可同时作为隧道车站的S-Bahn轨道以及干线轨道使用。直到多年以后，轨道编号方案才发生了改变，以使每个编号都具有唯一性。

### 汽车列车

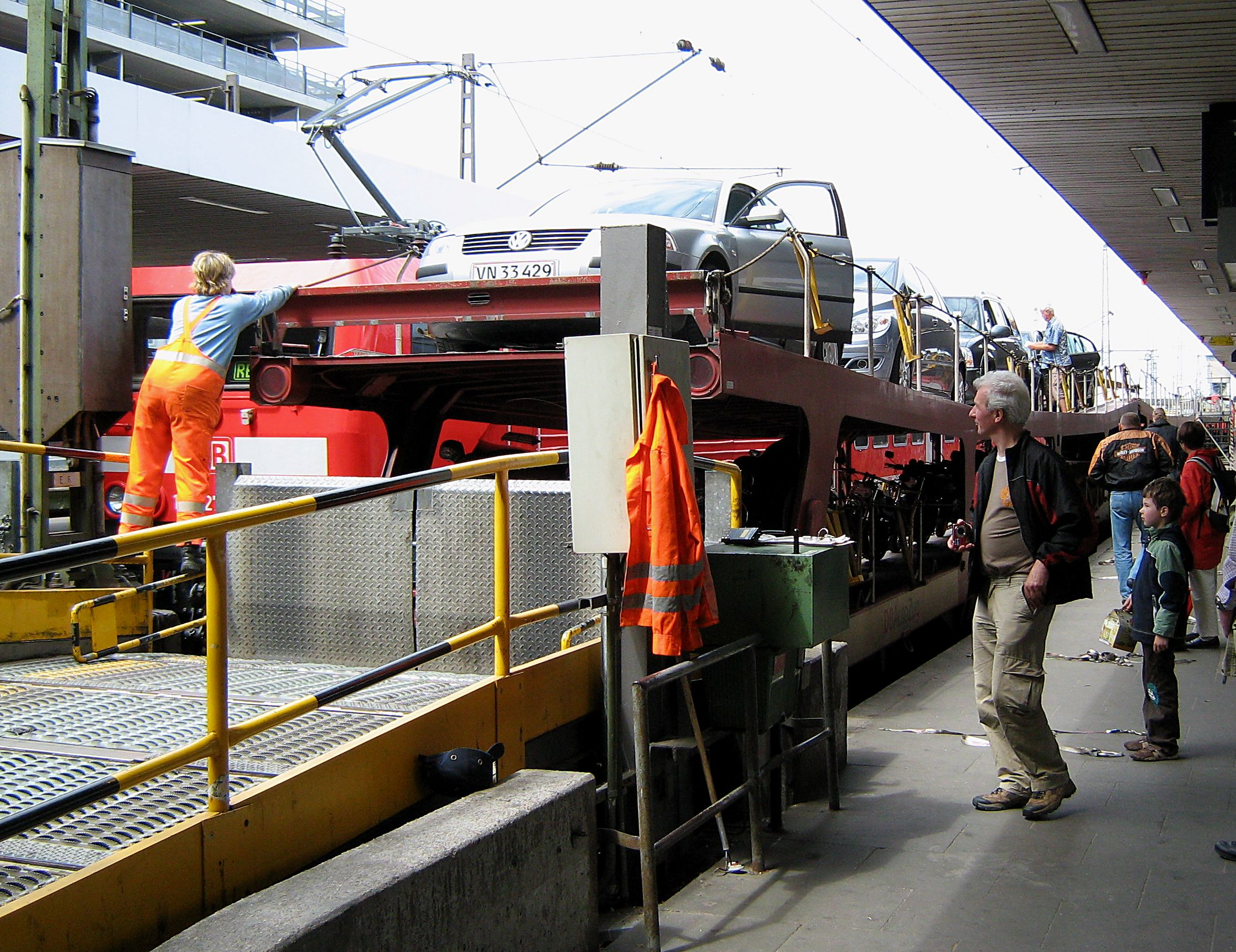
正进行装卸的人车同行列车，左侧为黄色坡道

阿尔托纳车站是德铁长途运输的7个汽车列车装运站之一。在这里开行有发往勒拉赫、慕尼黑、菲拉赫、维也纳、亚历山德里亚、波尔查诺以及纳博讷的人车同行列车。它也是德国唯一可在客运站内进行汽车装运的车站，这种情况与其它的汽车列车装运站完全不同。当汽车列车驶入相应的轨道后，其接触网会被断电，因为此时需要供旅客乘降。装载汽车则需要来到车站东部入口的一个特殊坡道，并通过人车同行车厢的两个装卸端部来实现。这一场所是不对公众开放的。在完成汽车装载后，乘客可以进入客运车厢，接触网被重新开启，并且列车可以出发。
| 线路   | 走向 | 发车频率  |
| ------ | --- | --------- |
| ICE 20 | （基尔 －） 汉堡 － 汉诺威 － 卡塞尔-威廉山 － 法兰克福 － 曼海姆 － 卡尔斯鲁厄 － 弗赖堡 － 巴塞尔（－ 苏黎世 － 因特拉肯） | 两小时1班 |
| ICE 22 | （基尔 －） 汉堡 － 汉诺威 － 卡塞尔-威廉山 － 法兰克福 － 法兰克福机场 － 曼海姆 （－ 海德堡） － 斯图加特                  | 两小时1班 |
| ICE 28 | （基尔 －） 汉堡 － 柏林 － 莱比锡 － 耶拿 － 纽伦堡 － 慕尼黑 （－ 加尔米施-帕滕基兴 / 因斯布鲁克）                         | 每小时1班 |
| IC 27  | （维斯特兰 － 汉堡 －） 柏林 － 德累斯顿 － 布拉格 － 布尔诺                                                                 | 每日1班   |
| IC 30  | 汉堡 － 明斯特 － 多特蒙德 － 埃森 － 杜伊斯堡 － 杜塞尔多夫 － 科隆 － 波恩 － 美因茨 － 曼海姆 － 斯图加特                 | 两小时1班 |
| IC 31  | （基尔 －） 汉堡 － 明斯特 － 多特蒙德 － 科隆 － 美因茨 － 法兰克福 （－ 维尔茨堡 － 纽伦堡 － 雷根斯堡 － 帕绍）           | 两小时1班 |
| EC 99  | 汉堡 － 萨尔茨韦德尔 － 柏林 － 科特布斯 － 弗罗茨瓦夫 － 克拉科夫                                                           | 每日1班   |

### 区域运输
| 线路 | 走向                                                               | 行车大纲编号 | 运营商                          |
| ---- | ------------------------------------------------------------------ | ------------ | ------------------------------- |
| R 70 | 新明斯特 / 伊策霍 － 埃尔姆斯霍尔恩 － 阿尔托纳                    | 103          | 德铁区域运输                    |
| R 60 | 维斯特兰 － 胡苏姆 － 海德 － 伊策霍 － 埃尔姆斯霍尔恩 － 阿尔托纳 | 130          | 北海-波罗的海铁路，德铁区域运输 |
| R 70 | 弗伦斯堡 / 基尔 － 新明斯特 － 埃尔姆斯霍尔恩 － 阿尔托纳          | 131          | 德铁区域运输                    |

### 快铁运输
自1979年起，在阿尔托纳车站的西南侧设立了一个独立用于S-Bahn（快铁）运输的隧道车站（1－4道）。其北侧的轨道是通过一个露天的斜坡与干线轨道分隔，其背后还设有大量的铁路停车设施和立体交汇建筑，主要用于前往布兰克内塞、易北高大街（Elbgaustraße）和达姆门方向的轨道分支。南侧的站台则有一个单线的转向装置，其背后的城市快铁隧道可经由汉堡市中心一直延伸至汉堡火车总站。
西站台——入城往汉堡总站方向
- 1道：S1线经由处女堤前往波彭比特尔（德语：Hamburg-Poppenbüttel）及汉堡机场，S2线经由处女堤前往贝尔格多夫（德语：Hamburg-Bergedorf）以及S3线经由处女堤前往诺伊格拉本（德语：Hamburg-Neugraben-Fischbek）、布克斯特胡德和施塔德。
- 2道：S11线及S31线经由达姆门。

东站台——入城方向
- 3道：S31线在此终到，S11线前往布兰克内塞。
- 4道：S1线前往布兰克内塞-韦德尔，S2线在此终到，S3线往前往平讷贝格。

根据列车运行图，S1线和S31线之间的列车可在同一站台进行换乘。
| 线路 | 经由 |
| ---- | --- |
|      | 韦德尔 － 里森 － 叙尔多夫 － 伊瑟布洛克 － 布兰克内塞 － 霍赫坎普 － 小弗洛特贝克（伯坦尼希花园） － 奥特马森 － 巴伦费尔德 － 阿尔托纳 － 国王大街 － 绳索街 － 登陆桥 － 市政桥 － 处女堤 － 汉堡总站 － 柏林门 － 防御工事 － 哈塞尔布洛克 － 万德斯贝克公路 － 弗里德里希贝尔格 － 巴姆贝克 － 城市公园 － 吕本坎普（城北） － 奥尔斯多夫 \| － 汉堡机场 \| － 科恩径（小波斯特尔） － 霍恩埃兴 － 维林斯比特尔 － 波彭比特尔 |
|      | 布兰克内塞 － 霍赫坎普 － 小弗洛特贝克（伯坦尼希花园） － 奥特马森 － 巴伦费尔德 － 阿尔托纳 － 霍尔斯滕大街 – 斯特恩山策 – 达姆门 － 汉堡总站 － 柏林门 － 防御工事 － 哈塞尔布洛克 － 万德斯贝克公路 － 弗里德里希贝尔格 － 巴姆贝克 － 城市公园 － 吕本坎普（城北） － 奥尔斯多夫 － 科恩径（小波斯特尔） － 霍恩埃兴 － 维林斯比特尔 － 波彭比特尔                                                                             |
|      | 阿尔托纳 － 国王大街 － 绳索街 － 登陆桥 － 市政桥 － 处女堤 － 汉堡总站 － 柏林门 － 罗腾堡斯奥特 － 蒂夫斯塔克 － 比尔沙丘-摩尔夫列特 － 中部乡道 － 阿勒摩尔 － 内特恩堡 － 贝尔格多夫 |
|      | 平讷贝格 － 特斯多夫 － 哈尔斯滕贝克 － 克鲁彭德尔 － 易北高大街 － 埃德尔斯特德 － 斯特林根 － 朗根费尔德 － 迪布斯泰希 － 阿尔托纳 － 国王大街 － 绳索街 － 登陆桥 － 市政桥 － 处女堤 － 汉堡总站 － 哈默布洛克（城南） － 费德尔 － 威廉堡 － 哈尔堡 － 哈尔堡市政厅 － 海姆费尔德 － 新魏登塔尔 － 新格拉本 － 费希贝克 － 新武尔姆斯托夫 － 布克斯特胡德 － 新科洛斯特 － 霍讷堡& － 多勒恩 － 阿加滕堡 － 施塔德            |
|      | 阿尔托纳 － 霍尔斯滕大街 – 斯特恩山策 – 达姆门 － 汉堡总站 － 哈默布洛克（城南） － 费德尔 － 威廉堡 － 哈尔堡 － 哈尔堡市政厅 － 海姆费尔德 － 新魏登塔尔 － 新格拉本 \| － 柏林门 |